# Shriya Saran
Shriya Saran (sinh 11 tháng 9 năm 1982), nữ diễn viên Ấn Độ, tham gia các phim tiếng Telugu, Tamil, Hindi, Anh, Malayalam và Kannada. Các phim tiêu biểu: Santhosham (2002), Sivaji: The Boss (2007), Awarapan (2007), The Other End of the Line (2008), Kanthaswamy (2009),Pokkiri Raja (2010)...

## Các phim đã đóng
| Năm  | Tên                              | Vai                             | Tiếng     | Ghi chú                                            |
| ---- | -------------------------------- | ------------------------------- | --------- | -------------------------------------------------- |
| 2001 | Ishtam                           | Neha                            | Telugu    |                                                    |
| 2002 | Santosham                        | Bhanu                           | Telugu    |                                                    |
| 2002 | Chennakeshava Reddy              | Preethi                         | Telugu    |                                                    |
| 2002 | Nuvve Nuvve                      | Anjali                          | Telugu    |                                                    |
| 2003 | Tujhe Meri Kasam                 | Girija                          | Hindi     |                                                    |
| 2003 | Neeku Nenu Naaku Nuvvu           | Seeta Lakshmi                   | Telugu    |                                                    |
| 2003 | Tagore                           | Devaki                          | Telugu    |                                                    |
| 2003 | Ela Cheppanu                     | Priya                           | Telugu    |                                                    |
| 2003 | Enakku 20 Unakku 18              | Reshma                          | Tamil     |                                                    |
| 2003 | Nee Manasu Naaku Telusu          | Reshma                          | Telugu    |                                                    |
| 2004 | Nenunnanu                        | Anu                             | Telugu    |                                                    |
| 2004 | Thoda Tum Badlo Thoda Hum        | Rani                            | Hindi     |                                                    |
| 2004 | Arjun                            | Roopa                           | Telugu    |                                                    |
| 2004 | Shukriya: Till Death Do Us Apart | Sanam                           | Hindi     |                                                    |
| 2005 | Balu ABCDEFG                     | Anu                             | Telugu    |                                                    |
| 2005 | Naa Alludu                       | Meghana                         | Telugu    |                                                    |
| 2005 | Sadaa Mee Sevalo                 | Kanthi                          | Telugu    |                                                    |
| 2005 | Soggadu                          | Shriya                          | Telugu    | Khách mời                                          |
| 2005 | Subhash Chandra Bose             | Svarajyam                       | Telugu    |                                                    |
| 2005 | Mogudu Pellam O Dongodu          | Satyabhama                      | Telugu    |                                                    |
| 2005 | Mazhai                           | Shailaja                        | Tamil     |                                                    |
| 2005 | Chatrapathi                      | Neelu                           | Telugu    | Nominated—Filmfare Award for Best Actress – Telugu |
| 2005 | Bhageeratha                      | Shweta                          | Telugu    |                                                    |
| 2005 | Bommalata                        | Swathi                          | Telugu    | Khách mời                                          |
| 2006 | Devadasu                         | Shriya                          | Telugu    | Khách mời                                          |
| 2006 | Game                             |                                 | Telugu    | Khách mời                                          |
| 2006 | Boss, I Love You                 | Sanjana                         | Telugu    | Khách mời                                          |
| 2006 | Thiruvilayadal Arambam           | Priya                           | Tamil     |                                                    |
| 2007 | Munna                            | Dancer in the bar               | Telugu    | Khách mời                                          |
| 2007 | Arasu                            | Ankita                          | Kannada   | Khách mời                                          |
| 2007 | Sivaji: The Boss                 | Thamizhselvi                    | Tamil     | Nominated—Vijay Award for Favourite Heroine        |
| 2007 | Awaarapan                        | Aaliya                          | Hindi     |                                                    |
| 2007 | Tulasi                           | Dancer in club                  | Telugu    | Khách mời                                          |
| 2007 | Azhagiya Tamil Magan             | Abinaya                         | Tamil     |                                                    |
| 2008 | Indiralohathil Na Azhagappan     | Pidariatha                      | Tamil     | Khách mời                                          |
| 2008 | Mission Istanbul                 | Anjali Sagar                    | Hindi     |                                                    |
| 2008 | The Other End of the Line        | Priya Sethi                     | Tiếng Anh |                                                    |
| 2009 | Ek - The Power of One            | Preet                           | Hindi     |                                                    |
| 2009 | Thoranai                         | Indhu                           | Tamil     |                                                    |
| 2009 | Kanthaswamy                      | Subbulakshmi                    | Tamil     | Nominated—Vijay Award for Favourite Heroine        |
| 2009 | Cooking with Stella              | Tannu                           | English   |                                                    |
| 2010 | Kutty                            | Geetha                          | Tamil     |                                                    |
| 2010 | Jaggubhai                        | Monisha Jagannathan             | Tamil     |                                                    |
| 2010 | Na Ghar Ke Na Ghaat Ke           |                                 | Hindi     | Khách mời                                          |
| 2010 | Pokkiri Raja                     | Aswathy                         | Malayalam |                                                    |
| 2010 | Don Seenu                        | Deepti                          | Telugu    |                                                    |
| 2010 | Puli                             | Dancer in Casino                | Telugu    | Khách mời                                          |
| 2010 | Uthamaputhiran                   | Kalpana                         | Tamil     | Khách mời                                          |
| 2010 | Chikku Bukku                     | Anu                             | Tamil     |                                                    |
| 2011 | Rowthiram                        | Priya                           | Tamil     | ITFA Best Actress Award                            |
| 2011 | Rajapattai                       | Herself                         | Tamil     | Khách mời                                          |
| 2012 | Casanovva                        | Sameera Zacharia                | Malayalam |                                                    |
| 2012 | Gali Gali Mein Chor Hai          | Nisha                           | Hindi     |                                                    |
| 2012 | Nuvva Nena                       | Dr Nandini                      | Telugu    |                                                    |
| 2012 | Zilla Ghaziabad                  |                                 | Hindi     | Filming Khách mời                                  |
| 2012 | Midnight's Children              | Parvati                         | English   | Filming                                            |
| 2012 | Life is Beautiful                |                                 | Telugu    | Filming                                            |
| 2012 | Chandra                          | Maharani Ammanmani Chandravathy | Tamil     | Filming                                            |
| 2012 | Chandra                          | Maharani Ammanmani Chandravathy | Kannada   | Filming                                            |
| 2013 | Ravana Brahma                    | Apsara                          | Telugu    | Pre-production                                     |